# 第17回全日本アンサンブルコンテスト
第17回全日本アンサンブルコンテストは、1994年に行われた全日本アンサンブルコンテストの第17回大会である。

## 概要
1994年3月20日に愛知県芸術劇場コンサートホールで開催された。全日本吹奏楽連盟・朝日新聞社主催。文化庁・日本放送協会・愛知県教育委員会・名古屋市教育委員会。

### 審査員
- 赤松二郎（サクソフォーン奏者）
- 岡田知之
- 織田準一
- 呉信一
- 竹本義明
- 千葉直師
- 中川良平
- 堀内信彦
- 武藤賢一郎

### 備考
熊本県が初出場し、これで47都道府県の団体が全国大会に出場したことになる

## 代表校・代表団体
下記表では同一校から2グループが出場した場合は、「W（ダブル）出場」と表記。

### 中学の部
| 中学の部 | 中学の部          | 中学の部                           | 中学の部                       |
| 支部     | 都道府県 （地区） | 代表校                             | 出場回数                       |
| -------- | ----------------- | ---------------------------------- | ------------------------------ |
| 北海道   |                   | 札幌市立宮の丘中学校吹奏楽部       | 6回目4年連続                   |
| 北海道   |                   | 帯広市立西陵中学校吹奏楽部         | 初出場                         |
| 東北     | 福島県            | 原町市立原町第二中学校吹奏楽部     | 6回目6年連続／Ｗ出場 ア        |
| 関東     | 茨城県            | 境町立境第一中学校吹奏楽部         | 初出場                         |
| 関東     | 埼玉県            | 川越市立野田中学校吹奏楽部         | 3回目2年ぶり                   |
| 東京     | 東京都            | 世田谷学園中学校吹奏楽部           | 6回目6年連続                   |
| 東京     | 東京都            | 豊島区立池袋中学校吹奏楽部         | 初出場                         |
| 北陸     | 石川県            | 辰口町立辰口中学校吹奏楽部         | 2回目2年ぶり                   |
| 北陸     | 石川県            | 七塚町立河北台中学校吹奏楽部       | 初出場                         |
| 東海     | 静岡県            | 富士宮市立富士宮第四中学校吹奏楽部 | 3回目2年ぶり                   |
| 東海     | 愛知県            | 春日井市立柏原中学校吹奏楽部       | 6回目6年ぶり                   |
| 関西     | 大阪府            | 大阪狭山市立狭山中学校吹奏楽部     | 初出場                         |
| 関西     | 大阪府            | 大阪市立城陽中学校吹奏楽部         | 10回目2年ぶり                  |
| 中国     | 岡山県            | 岡山市立操南中学校吹奏楽部         | 初出場                         |
| 中国     | 山口県            | 防府市立桑山中学校吹奏楽部         | 初出場                         |
| 四国     | 香川県            | 三木町立三木中学校吹奏楽部         | 2回目2年ぶり                   |
| 四国     | 愛媛県            | 松山市立椿中学校吹奏楽部           | 初出場                         |
| 九州     | 熊本県            | 鏡町立鏡中学校吹奏楽部             | 初出場（熊本県としても初出場） |
| 九州     | 鹿児島県          | 宮之城町立宮之城中学校吹奏楽部     | 初出場                         |

### 高校の部
| 高校の部 | 高校の部          | 高校の部                                 | 高校の部                |
| 支部     | 都道府県 （地区） | 代表校                                   | 出場回数                |
| -------- | ----------------- | ---------------------------------------- | ----------------------- |
| 北海道   |                   | 北海道函館中部高等学校吹奏楽部           | 初出場                  |
| 北海道   |                   | 帯広北高等学校吹奏楽部                   | 初出場                  |
| 東北     | 青森県            | 八戸工業大学第一高等学校吹奏楽部         | 2回目4年ぶり            |
| 東北     | 福島県            | 福島県立相馬高等学校                     | 初出場                  |
| 関東     | 茨城県            | 聖徳大学附属聖徳高等学校吹奏楽部         | 初出場                  |
| 関東     | 神奈川県          | 神奈川県立厚木西高等学校吹奏楽部         | 初出場                  |
| 東京     | 東京都            | 八王子高等学校吹奏楽部                   | 4回目2年連続            |
| 東京     | 東京都            | 世田谷学園高等学校吹奏楽部               | 3回目2年ぶり            |
| 北陸     | 富山県            | 富山県立高岡商業高等学校吹奏楽部         | 8回目2年連続            |
| 北陸     | 福井県            | 福井県立武生東高等学校吹奏楽部           | 5回目3年連続            |
| 東海     | 静岡県            | 静岡県立浜松西高等学校吹奏楽部           | 初出場                  |
| 東海     | 愛知県            | 聖カタリナ学園光ヶ丘女子高等学校吹奏楽部 | 2回目6年ぶり            |
| 関西     | 大阪府            | 大阪府立生野高等学校吹奏楽部             | 初出場                  |
| 関西     | 大阪府            | 大阪府立淀川工業高等学校吹奏楽部         | 9回目3年ぶり            |
| 中国     | 鳥取県            | 鳥取県立米子東高等学校吹奏楽部           | 2回目2年ぶり            |
| 中国     | 岡山県            | 金山学園高等学校吹奏楽部                 | 6回目5年連続            |
| 四国     | 愛媛県            | 愛媛県立伊予高等学校吹奏楽部             | 2回目2年連続／Ｗ出場 イ |
| 九州     | 福岡県            | 福岡県立鞍手高等学校吹奏楽部             | 2回目2年連続            |
| 九州     | 福岡県            | 福岡第一高等学校                         | 初出場                  |

### 大学の部
| 大学の部 | 大学の部          | 大学の部                                 | 大学の部                       |
| 支部     | 都道府県 （地区） | 代表団体                                 | 出場回数                       |
| -------- | ----------------- | ---------------------------------------- | ------------------------------ |
| 北海道   |                   | 北海道教育大学旭川校吹奏楽団             | 7回目3年ぶり                   |
| 東北     | 秋田県            | 秋田大学吹奏楽団                         | 3回目6年ぶり                   |
| 関東     | 千葉県            | 千葉商科大学文化団体連合会吹奏楽部       | 初出場                         |
| 東京     | 東京都            | 中央大学学友会文化連盟音楽研究会吹奏楽部 | 4回目4年ぶり                   |
| 北陸     | 石川県            | 金沢大学アカデミアブラスアンサンブル     | 15回目2年ぶり                  |
| 東海     | 愛知県            | 日本福祉大学合奏研究会吹奏楽団           | 2回目2年ぶり                   |
| 関西     | 大阪府            | 大阪信愛女学院短期大学管楽アンサンブル   | 初出場                         |
| 中国     | 島根県            | 島根大学吹奏楽部                         | 3回目2年ぶり                   |
| 四国     | 高知県            | 高知大学吹奏楽団                         | 3回目2年連続                   |
| 九州     | 熊本県            | 熊本大学体育会吹奏楽部                   | 初出場（熊本県としても初出場） |

### 職場の部
| 職場の部 | 職場の部          | 職場の部                   | 職場の部       |
| 支部     | 都道府県 （地区） | 代表団体                   | 出場回数       |
| -------- | ----------------- | -------------------------- | -------------- |
| 東北     | 宮城県            | JR東日本東北吹奏楽団       | 6回目4年連続   |
| 関東     | 茨城県            | 日立工機吹奏楽団           | 初出場         |
| 東京     | 東京都            | さくら銀行吹奏楽団         | 初出場         |
| 東海     | 静岡県            | ヤマハ吹奏楽団浜松         | 9回目2年ぶり   |
| 関西     | 大阪府            | 阪急百貨店吹奏楽団         | 9回目2年連続   |
| 中国     | 広島県            | NTT中国吹奏楽団            | 12回目11年連続 |
| 九州     | 福岡県            | ブリヂストン吹奏楽団久留米 | 6回目3年連続   |

### 一般の部
| 一般の部 | 一般の部          | 一般の部                             | 一般の部     |
| 支部     | 都道府県 （地区） | 代表団体                             | 出場回数     |
| -------- | ----------------- | ------------------------------------ | ------------ |
| 北海道   |                   | 帯広吹奏楽研究会                     | 2回目2年連続 |
| 東北     | 宮城県            | 仙台サクソフォンアンサンブルクラブ   | 2回目2年ぶり |
| 関東     | 茨城県            | タックス・ウインド・アンサンブル     | 初出場       |
| 東京     | 東京都            | 足立区立加賀中学校吹奏楽部OB吹奏楽団 | 初出場       |
| 北陸     | 石川県            | 百萬石ウインドオーケストラ           | 4回目2年ぶり |
| 東海     | 愛知県            | 西尾市民吹奏楽団                     | 4回目7年ぶり |
| 関西     | 兵庫県            | 上ヶ原吹奏楽団                       | 初出場       |
| 中国     | 岡山県            | 倉敷市民吹奏楽団グリーンハーモニー   | 3回目3年ぶり |
| 四国     | 香川県            | 高松ウインドシンフォニー             | 2回目2年連続 |
| 九州     | 大分県            | 別府湯けむりアンサンブル             | 初出場       |

## 結果

### 中学の部
| 中学の部 | 中学の部        | 中学の部                           | 中学の部             | 中学の部                                                                          | 中学の部 | 中学の部   |
| No.      | 代表支部        | 団体名                             | 編成                 | 演奏曲（作曲者／編曲者）                                                          | 賞       | 補足       |
| -------- | --------------- | ---------------------------------- | -------------------- | --------------------------------------------------------------------------------- | -------- | ---------- |
| 1        | 関西／ 大阪府   | 大阪狭山市立狭山中学校吹奏楽部     | 打楽器六重奏         | トッカータとフーガ・ニ短調 （J.S.バッハ）                                         | 銀       |            |
| 2        | 中国／ 岡山県   | 岡山市立操南中学校吹奏楽部         | 打楽器六重奏         | 「嬉 遊 曲」 （S.フィンク）                                                       | 銀       |            |
| 3        | 関西／ 大阪府   | 大阪市立城陽中学校吹奏楽部         | 打楽器五重奏         | ゲインズボーロー （T.ゴーガー）                                                   | 銀       |            |
| 4        | 九州／ 熊本県   | 鏡町立鏡中学校吹奏楽部             | 管打七重奏           | 木管楽器と打楽器のためのプレリュードII“祭” （立枝清治）                           | 銀       |            |
| 5        | 北海道          | 札幌市立宮の丘中学校吹奏楽部       | サクソフォーン四重奏 | 「サクソフォーン四重奏曲第1番」より （J.B.サンジュレー）                          | 銅       |            |
| 6        | 東北／ 福島県   | 原町市立原町第二中学校吹奏楽部     | サクソフォーン四重奏 | 異教徒の踊り （P.ショルティーノ）                                                 | 銀       | W出場 ア-1 |
| 7        | 東海／ 静岡県   | 富士宮市立富士宮第四中学校吹奏楽部 | サクソフォーン四重奏 | グラーヴェとプレスト （J.リヴィエ）                                               | 金       |            |
| 8        | 関東／ 茨城県   | 境町立境第一中学校吹奏楽部         | サクソフォーン四重奏 | グラーヴェとプレスト （J.リヴィエ）                                               | 銀       |            |
| 9        | 四国／ 香川県   | 三木町立三木中学校吹奏楽部         | サクソフォーン四重奏 | アンダンテとスケルツェット （P.ランティエ）                                       | 銅       |            |
| 10       | 東北／ 福島県   | 原町市立原町第二中学校吹奏楽部     | クラリネット八重奏   | ドデカフォニック・エッセイ （E.デル・ボルゴ）                                     | 銅       | W出場 ア-2 |
| 11       | 北陸／ 石川県   | 辰口町立辰口中学校吹奏楽部         | クラリネット八重奏   | 組曲「スカラムーシュ」より （D.ミヨー）                                           | 銅       |            |
| 12       | 東京／ 中学     | 世田谷学園中学校吹奏楽部           | クラリネット七重奏   | マリア・イザベラ （A.ベリオ）                                                     | 金       |            |
| 13       | 北海道          | 帯広市立西陵中学校吹奏楽部         | クラリネット六重奏   | クラリネット・アンサンブルのための“ほたる” （E.ボザ）                             | 銀       |            |
| 14       | 九州／ 鹿児島県 | 宮之城町立宮之城中学校吹奏楽部     | クラリネット四重奏   | 「プレリュードとダンス」より （M.カルレ）                                         | 金       |            |
| 15       | 四国／ 愛媛県   | 松山市立椿中学校吹奏楽部           | フルート四重奏       | 「フルート四重奏曲」より （P.M.デュボア）                                         | 金       |            |
| 16       | 中国／ 山口県   | 防府市立桑山中学校吹奏楽部         | 木管五重奏           | フルート・オーボエ・クラリネット・ホルンとバスーンのための“ランゲン” （A.スーリ） | 銀       |            |
| 17       | 東海／ 愛知県   | 春日井市立柏原中学校吹奏楽部       | 金管八重奏           | 第1旋法のカンツォーナ （G.ガブリエーリ）                                          | 銀       |            |
| 18       | 北陸／ 石川県   | 七塚町立河北台中学校吹奏楽部       | 金管八重奏           | ブラスアンサンブルのための音楽「子供の街」から （小長谷宗一）                     | 金       |            |
| 19       | 関東／ 埼玉県   | 川越市立野田中学校吹奏楽部         | 金管八重奏           | フランス・ルネサンス舞曲集 （C.ジェルヴェーズ）                                   | 金       |            |
| 20       | 東京／ 中学     | 豊島区立池袋中学校吹奏楽部         | 金管八重奏           | ピアノとフォルテのソナタ （G.ガブリエーリ）                                       | 金       |            |

### 高校の部
| 高校の部 | 高校の部        | 高校の部                                 | 高校の部             | 高校の部                                                                  | 高校の部 | 高校の部   |
| No.      | 代表支部        | 団体名                                   | 編成                 | 演奏曲（作曲者／編曲者）                                                  | 賞       | 補足       |
| -------- | --------------- | ---------------------------------------- | -------------------- | ------------------------------------------------------------------------- | -------- | ---------- |
| 1        | 関東／ 神奈川県 | 神奈川県立厚木西高等学校吹奏楽部         | 打楽器四重奏         | 「ク・カ・イリモク」打楽器アンサンブルの為に （C.ロウズ）                 | 銀       |            |
| 2        | 関西／ 大阪府   | 大阪府立生野高等学校吹奏楽部             | 打楽器七重奏         | バリ島からの幻想曲'84 （伊藤康英）                                        | 銀       |            |
| 3        | 東北／ 福島県   | 福島県立相馬高等学校                     | 打楽器四重奏         | マリンバ・スピリチュアル （三木稔）                                       | 金       |            |
| 4        | 北海道          | 北海道函館中部高等学校吹奏楽部           | 管打八重奏           | 「子供の小品のアルバム」より葬送の行進・トッカータ （A.ハチャトゥリアン） | 銀       |            |
| 5        | 東北／ 青森県   | 八戸工業大学第一高等学校吹奏楽部         | サクソフォーン四重奏 | 「四重奏曲」より （A.デザンクロ）                                         | 銅       |            |
| 6        | 北海道          | 帯広北高等学校吹奏楽部                   | サクソフォーン四重奏 | 「サクソフォーン四重奏曲」より （F.et M.ジャンジャン）                    | 銅       |            |
| 7        | 四国／ 愛媛県   | 愛媛県立伊予高等学校吹奏楽部             | サクソフォーン四重奏 | 「サクソフォーン四重奏曲」より第1番よりI・III （J.B.サンジュレー）        | 金       | W出場 イ-1 |
| 8        | 関西／ 大阪府   | 大阪府立淀川工業高等学校吹奏楽部         | サクソフォーン四重奏 | グラーヴェとプレスト （J.リヴィエ）                                       | 金       |            |
| 9        | 北陸／ 福井県   | 福井県立武生東高等学校吹奏楽部           | クラリネット八重奏   | サルタン皇帝の物語 （N.A.リムスキー=コルサコフ）                          | 銅       |            |
| 10       | 東京／ 高校     | 八王子高等学校吹奏楽部                   | クラリネット八重奏   | カプリチオ （P.ゴードン）                                                 | 銀       |            |
| 11       | 中国／ 鳥取県   | 鳥取県立米子東高等学校吹奏楽部           | クラリネット八重奏   | コラールと舞曲 （V.ネリベル）                                             | 銅       |            |
| 12       | 四国／ 愛媛県   | 愛媛県立伊予高等学校吹奏楽部             | クラリネット八重奏   | コラールと舞曲 （V.ネリベル）                                             | 銀       | W出場 イ-2 |
| 13       | 九州／ 福岡県   | 福岡県立鞍手高等学校吹奏楽部             | クラリネット七重奏   | 序曲とロンド （G.ジェイコブ）                                             | 銀       |            |
| 14       | 東海／ 愛知県   | 聖カタリナ学園光ヶ丘女子高等学校吹奏楽部 | クラリネット六重奏   | クラリネット・アンサンブルのための“ほたる” （E.ボザ）                     | 金       |            |
| 15       | 東京／ 高校     | 世田谷学園高等学校吹奏楽部               | クラリネット四重奏   | 「四季」よりクリスマス週間、秋の歌 （P.チャイコフスキー）                 | 金       |            |
| 16       | 関東／ 茨城県   | 聖徳大学附属聖徳高等学校吹奏楽部         | フルート四重奏       | 「夏山の一日」よりI・IV （E.ボザ）                                        | 金       |            |
| 17       | 中国／ 岡山県   | 金山学園高等学校吹奏楽部                 | 木管五重奏           | 「3つの小品」よりI・III （J.イベール）                                    | 銀       |            |
| 18       | 北陸／ 富山県   | 富山県立高岡商業高等学校吹奏楽部         | 金管八重奏           | 「スザート組曲」よりI・IV・VI （T.スザート）                              | 金       |            |
| 19       | 東海／ 静岡県   | 静岡県立浜松西高等学校吹奏楽部           | 金管五重奏           | 「ソナチネ」より （E.ボザ）                                               | 銀       |            |
| 20       | 九州／ 福岡県   | 福岡第一高等学校                         | 金管五重奏           | 「ウエスト・サイド・ストーリー」より （L.バーンスタイン）                 | 銅       |            |

### 大学の部
| 大学の部 | 大学の部      | 大学の部                                 | 大学の部           | 大学の部                                               | 大学の部 | 大学の部 |
| No.      | 代表支部      | 団体名                                   | 編成               | 演奏曲（作曲者／編曲者）                               | 賞       | 補足     |
| -------- | ------------- | ---------------------------------------- | ------------------ | ------------------------------------------------------ | -------- | -------- |
| 1        | 九州／ 熊本県 | 熊本大学体育会吹奏楽部                   | クラリネット八重奏 | コラールと舞曲 （V.ネリベル）                          | 銀       |          |
| 2        | 関西／ 大阪府 | 大阪信愛女学院短期大学管楽アンサンブル   | クラリネット八重奏 | ルーマニア民俗舞曲 （B.バルトーク）                    | 金       |          |
| 3        | 東海／ 愛知県 | 日本福祉大学合奏研究会吹奏楽団           | クラリネット四重奏 | 「プレリュードとダンス」より （M.カルレ）              | 銅       |          |
| 4        | 四国／ 高知県 | 高知大学吹奏楽団                         | クラリネット四重奏 | 兜率の憂い （磯崎敦博）                                | 銅       |          |
| 5        | 東京／ 大学   | 中央大学学友会文化連盟音楽研究会吹奏楽部 | クラリネット四重奏 | グランド・カルテット第IV楽章 （J.ウォーターソン）      | 金       |          |
| 6        | 北海道        | 北海道教育大学旭川校吹奏楽団             | 木管六重奏         | 春 （H.トマジ）                                        | 銀       |          |
| 7        | 中国／ 島根県 | 島根大学吹奏楽部                         | トロンボーン四重奏 | 「序奏・主題と8つの変奏」より （G.ティボール）         | 銀       |          |
| 8        | 関東／ 千葉県 | 千葉商科大学文化団体連合会吹奏楽部       | 金管八重奏         | ニューヨークのロンドン子 （J.パーカー）                | 銀       |          |
| 9        | 北陸／ 石川県 | 金沢大学アカデミアブラスアンサンブル     | 金管七重奏         | 「金管七重奏のための組曲」よりIII・IV （S.ドッジソン） | 銀       |          |
| 10       | 東北／ 秋田県 | 秋田大学吹奏楽団                         | 金管七重奏         | 「金管七重奏のための3つの小品」より （E.ボザ）         | 金       |          |

### 職場の部
| 職場の部 | 職場の部      | 職場の部                   | 職場の部           | 職場の部                                                             | 職場の部 | 職場の部 |
| No.      | 代表支部      | 団体名                     | 編成               | 演奏曲（作曲者／編曲者）                                             | 賞       | 補足     |
| -------- | ------------- | -------------------------- | ------------------ | -------------------------------------------------------------------- | -------- | -------- |
| 1        | 東海／ 静岡県 | ヤマハ吹奏楽団浜松         | クラリネット八重奏 | クラリネット・プレスト （磯崎敦博）                                  | 金       |          |
| 2        | 関西／ 大阪府 | 阪急百貨店吹奏楽団         | フルート五重奏     | シンフォニエッタ （L.ロレンツォ）                                    | 金       |          |
| 3        | 東京／ 職場   | さくら銀行吹奏楽団         | 木管三重奏         | 木管三重奏曲 （T.ベルビギエ）                                        | 銀       |          |
| 4        | 九州／ 福岡県 | ブリヂストン吹奏楽団久留米 | 金管八重奏         | ロンドンの小景 （G.ラングフォード）                                  | 金       |          |
| 5        | 東北／ 宮城県 | JR東日本東北吹奏楽団       | 金管八重奏         | モーニン （B.ティモンズ）                                            | 銀       |          |
| 6        | 関東／ 茨城県 | 日立工機吹奏楽団           | 金管五重奏         | ジャン・ジャン・フォスター （S.フォスター）                          | 銅       |          |
| 7        | 中国／ 広島県 | NTT中国吹奏楽団            | 金管五重奏         | ジョージ・ガーシュウィン・ヒット・メドレー第2集 （G.ガーシュウィン） | 銀       |          |

### 一般の部
| 一般の部 | 一般の部      | 一般の部                             | 一般の部             | 一般の部                                                          | 一般の部 | 一般の部 |
| No.      | 代表支部      | 団体名                               | 編成                 | 演奏曲（作曲者／編曲者）                                          | 賞       | 補足     |
| -------- | ------------- | ------------------------------------ | -------------------- | ----------------------------------------------------------------- | -------- | -------- |
| 1        | 東京／ 一般   | 足立区立加賀中学校吹奏楽部OB吹奏楽団 | 打楽器五重奏         | 5人の鍵盤打楽器奏者の為の「超絶技巧練習曲集」より （H.グリーン）  | 金       |          |
| 2        | 東北／ 宮城県 | 仙台サクソフォンアンサンブルクラブ   | サクソフォーン八重奏 | 「ブラジル風バッハ第1番」より第1楽章 （H.ヴィラ=ロボス）          | 銀       |          |
| 3        | 中国／ 岡山県 | 倉敷市民吹奏楽団グリーンハーモニー   | サクソフォーン八重奏 | 「弦楽セレナーデop.22」より終楽章 （A.ドヴォルザーク）            | 銅       |          |
| 4        | 北海道        | 帯広吹奏楽研究会                     | サクソフォーン四重奏 | 序奏と民謡風ロンドによる変奏曲 （G.ピエルネ）                     | 銅       |          |
| 5        | 四国／ 香川県 | 高松ウインドシンフォニー             | サクソフォーン四重奏 | サクソフォーン四重奏曲 （C.パスカル）                             | 銅       |          |
| 6        | 北陸／ 石川県 | 百萬石ウインドオーケストラ           | クラリネット四重奏   | 兜率の憂い （磯崎敦博）                                           | 金       |          |
| 7        | 九州／ 大分県 | 別府湯けむりアンサンブル             | 木管五重奏           | 「木管五重奏曲 変ロ長調」より第II・IV楽章 （F.ダンツィ）          | 銀       |          |
| 8        | 関西／ 兵庫県 | 上ヶ原吹奏楽団                       | 管楽八重奏           | 「セレナーデ第12番 ハ短調 K.388」より第1楽章 （W.A.モーツァルト） | 金       |          |
| 9        | 東海／ 愛知県 | 西尾市民吹奏楽団                     | 金管八重奏           | ピアノとフォルテのソナタ （G.ガブリエーリ）                       | 金       |          |
| 10       | 関東／ 茨城県 | タックス・ウインド・アンサンブル     | 金管五重奏           | 「金管楽器のための交響曲」より第1楽章 （V.エワルド）              | 銀       |          |